# Comore-szigeteki labdarúgó-szövetség
A Comore-szigeteki labdarúgó-szövetség (franciául: Fédération Comorienne de Football, rövidítve: FFC) a Comore-szigetek nemzeti labdarúgó-szövetsége. A szervezetet 1979-ben alapították, 2005-ben csatlakozott a Nemzetközi Labdarúgó-szövetséghez, 2000-ben pedig az Afrikai Labdarúgó-szövetséghez. A szövetség szervezi a Comore-szigeteki labdarúgó-bajnokságot. Működteti a férfi valamint a női labdarúgó-válogatottat.